# Międzynarodowy Festiwal Chóralny w Szczecinie
Międzynarodowy Festiwal Chóralny w Szczecinie – międzynarodowy festiwal muzyki chóralnej odbywający się w Szczecinie.

## Historia
Festiwal odbywa się na Zamku Książąt Pomorskich. Po raz pierwszy odbył się w roku 1998, a patronat nad nim objęli wówczas ministrowie spraw zagranicznych Polski i Niemiec. 

## Edycje festiwalu
- 1998 - I edycja
- 2000 - II edycja
- 2002 - III edycja
- 2004 - IV edycja
- 2006 - V edycja
- 2008 - VI edycja

## Organizatorzy
- Zamek Książąt Pomorskich w Szczecinie
- Polski Związek Chórów i Orkiestr
- Niemiecki Związek Śpiewaczy

## Uczestnicy
W festiwalu mogą wziąć udział chóry mieszane, żeńskie lub męskie.